# Jorge Navarro
Jorge Navarro, né le 3 février 1996 à Valence est un pilote de vitesse moto espagnol.

## Statistiques

### Par saison
(Mise à jour après le  Grand Prix moto de la Communauté valencienne 2021)
| Sais  | Cat.  | Moto       | Course | Vict | Pod | Pole | M.tour | Pts | Class |
| ----- | ----- | ---------- | ------ | ---- | --- | ---- | ------ | --- | ----- |
| 2012  | Moto3 | Honda      | 1      | 0    | 0   | 0    | 0      | 0   | NC    |
| 2013  | Moto3 | MIR Racing | 2      | 0    | 0   | 0    | 0      | 0   | NC    |
| 2013  | Moto3 | MIR Honda  | 2      | 0    | 0   | 0    | 0      | 0   | NC    |
| 2014  | Moto3 | Kalex KTM  | 9      | 0    | 0   | 0    | 0      | 11  | 23e   |
| 2015  | Moto3 | Honda      | 17     | 0    | 4   | 1    | 1      | 157 | 7e    |
| 2016  | Moto3 | Honda      | 17     | 2    | 5   | 0    | 0      | 150 | 3e    |
| 2017  | Moto2 | Kalex      | 17     | 0    | 0   | 0    | 0      | 60  | 14e   |
| 2018  | Moto2 | Kalex      | 18     | 0    | 0   | 0    | 0      | 58  | 13e   |
| 2019  | Moto2 | Speed Up   | 19     | 0    | 8   | 4    | 2      | 226 | 4e    |
| 2020  | Moto2 | Speed Up   | 15     | 0    | 0   | 0    | 0      | 58  | 17e   |
| 2021  | Moto2 | Boscoscuro | 18     | 0    | 1   | 0    | 1      | 106 | 9e    |
| Total |       |            |        | 133  | 2   | 18   | 5      | 4   | 826   |

### Statistiques par catégorie
(Mise à jour après le  Grand Prix moto de la Communauté valencienne 2021)
| Catégorie | Année  | 1er GP   | 1er Podium | 1re Victoire | Courses | Victoires | Podiums | Pole | M.tours¹ | Points | Titres |
| --------- | ------ | -------- | ---------- | ------------ | ------- | --------- | ------- | ---- | -------- | ------ | ------ |
| Moto3     | 2012-  | ARA 2012 | ARA 2015   | CAT 2016     | 46      | 2         | 9       | 1    | 1        | 318    | 0      |
| Moto2     | 2017 - | QAT 2017 | AME 2019   |              | 87      | 0         | 9       | 4    | 3        | 508    | 0      |
| Total     | 2012-  |          |            |              | 133     | 2         | 18      | 5    | 4        | 826    | 0      |

### Résultats détaillés
(Les courses en gras indiquent une pole position; les courses en italique indiquent un meilleur tour en course)
| Année | Cat.  | Moto       | 1       | 2       | 3       | 4      | 5       | 6       | 7       | 8       | 9      | 10      | 11      | 12      | 13      | 14      | 15      | 16      | 17      | 18      | 19      | Classement | Points |
| ----- | ----- | ---------- | ------- | ------- | ------- | ------ | ------- | ------- | ------- | ------- | ------ | ------- | ------- | ------- | ------- | ------- | ------- | ------- | ------- | ------- | ------- | ---------- | ------ |
| 2012  | Moto3 | Honda      | QAT     | SPA     | POR     | FRA    | CAT     | GBR     | NED     | GER     | ITA    | IND     | CZE     | RSM     | ARA Ab. | JPN     | MAL     | AUS     | VAL     |         |         | NC         | 0      |
| 2013  | Moto3 | MIR Racing | QAT     | AME     | SPA Ab. | FRA    | ITA     | CAT     | NED     | GER     | IND    | CZE     | GBR     | RSM     | ARA     | MAL     | AUS     | JPN     |         |         |         | NC         | 0      |
| 2013  | Moto3 | MIR Honda  |         |         |         |        |         |         |         |         |        |         |         |         |         |         |         |         |         | VAL 22  |         | NC         | 0      |
| 2014  | Moto3 | Kalex KTM  | QAT     | AME     | ARG     | SPA    | FRA     | ITA     | CAT     | NED     | GER    | IND 14  | CZE Ab. | GBR 27  | RSM 15  | ARA Ab. | JPN Ab. | AUS 12  | MAL 12  | VAL Ab. |         | 23e        | 11     |
| 2015  | Moto3 | Honda      | QAT 12  | AME Ab. | ARG Ab. | SPA 8  | FRA Ab. | ITA 7   | CAT 6   | NED 4   | GER 6  | IND 9   | CZE 5   | GBR Ab. | RSM DNS | ARA 2   | JPN 3   | AUS 4   | MAL 3   | VAL 2   |         | 7e         | 157    |
| 2016  | Moto3 | Honda      | QAT 7   | ARG 2   | AME 2   | SPA 4  | FRA 3   | ITA Ab. | CAT 1   | NED     | GER 7  | AUT Ab. | CZE 10  | GBR Ab. | RSM Ab. | ARA 1   | JPN Ab. | AUS Ab. | MAL Ab. | VAL 9   |         | 3e         | 150    |
| 2017  | Moto2 | Kalex      | QAT Ab. | ARG 15  | AME 15  | SPA 12 | FRA Ab. | ITA 9   | CAT 6   | NED 15  | GER 6  | CZE 11  | AUT 8   | GBR 13  | RSM Ab. | ARA 6   | JPN 28  | AUS Ab. | MAL     | VAL Ab. |         | 14e        | 60     |
| 2018  | Moto2 | Kalex      | QAT 10  | ARG Ab. | AME 8   | SPA 17 | FRA Ab. | ITA Ab. | CAT Ab. | NED 13  | GER 10 | CZE 8   | AUT 5   | GBR C   | RSM 9   | ARA 10  | THA 17  | JPN Ab. | AUS Ab. | MAL 13  | VAL Ab. | 13e        | 58     |
| 2019  | Moto2 | Speed Up   | QAT Ab. | ARG 8   | AME 3   | SPA 2  | FRA 2   | ITA 7   | CAT 3   | NED Ab. | GER 8  | CZE 4   | AUT 3   | GBR 2   | RSM 7   | ARA 2   | THA 17  | JPN 5   | AUS 4   | MAL 5   | VAL 3   | 4e         | 226    |
| 2020  | Moto2 | Speed Up   | QAT 6   | SPA Ab. | AND Ab. | CZE 7  | AUT Ab. | STY Ab. | RSM Ab. | EMR 7   | CAT 4  | FRA Ab. | ARA 27  | TER 5   | EUR 10  | VAL Ab. | POR Ab. |         |         |         |         | 17e        | 58     |
| 2021  | Moto2 | Boscoscuro | QAT 10  | DOA 13  | POR 22  | SPA 12 | FRA 10  | ITA Ab. | CAT 11  | GER 7   | NED 7  | STY 20  | AUT Ab. | GBR 3   | ARA 4   | RSM 13  | AME 12  | EMI 5   | ALR 7   | VAL 8   |         | 9e         | 106    |

- saison en cours

## Palmarès

### Victoires en Moto3: 2
| Année | Lieu du Grand Prix           | Circuit                  | Ville     |
| ----- | ---------------------------- | ------------------------ | --------- |
| 2016  | Grand Prix moto de Catalogne | Circuit de Catalogne     | Barcelone |
| 2016  | Grand Prix moto d'Aragon     | Circuit Motorland Aragon | Alcañiz   |